# Esperanza (Santa Cruz)
Pour les articles homonymes, voir Esperanza.
Esperanza est une localité rurale argentine située dans le département de Güer Aike, dans la province de Santa Cruz. Elle est située au croisement de la route provinciale 5 avec les routes provinciales 2 et RN 40, l'ancien tracé de la RP 7, sur les rives de la branche nord du rio Coig et à mi-chemin entre El Calafate et Río Gallegos,,.

## Démographie
Elle compte 135 habitants (dont 51 sont enregistrés) et dispose d'un hôtel, d'un poste de santé et d'une station-service, bien qu'elle n'ait ni gaz ni eau courante. L'estancia et le village ont été fondés par Guillermo Ness au début du XXe siècle,. Il a fini par être appelé Pueblo Ness ou Esperanza Ness. En 2015, les installations de Servicios Públicos Sociedad del Estado, un appel d'offres a été ouvert pour la fourniture de gaz naturel à La Esperanza. Lors du recensement national de 2010, elle était considérée comme une population rurale dispersée.
La ville fait partie de la future interconnexion entre Pico Truncado, Río Turbio et Río Gallegos du système national interconnecté.